# Oglio
L'Oglio (Oi, /ɔɪ̯/ o /uɪ̯/, in lombardo) è un importante fiume italiano, affluente del Po, che scorre in Lombardia, nelle province di Brescia, Bergamo, Cremona e Mantova.
Nella gerarchia degli affluenti del Po occupa con i suoi 280 km di corso il 2º posto per lunghezza (dopo l'Adda), mentre risulta il 4º per superficie di bacino (dopo Tanaro, Adda e Ticino), e il 3º per portata media alla foce (dopo Ticino e Adda).

## Il corso del fiume
L'Oglio, che nasce a Ponte di Legno dalla confluenza dei torrenti Narcanello e Frigidolfo (chiamati anche Oglio Narcanello e Oglio Frigidolfo) attraversa numerosi territori:

### Val Camonica

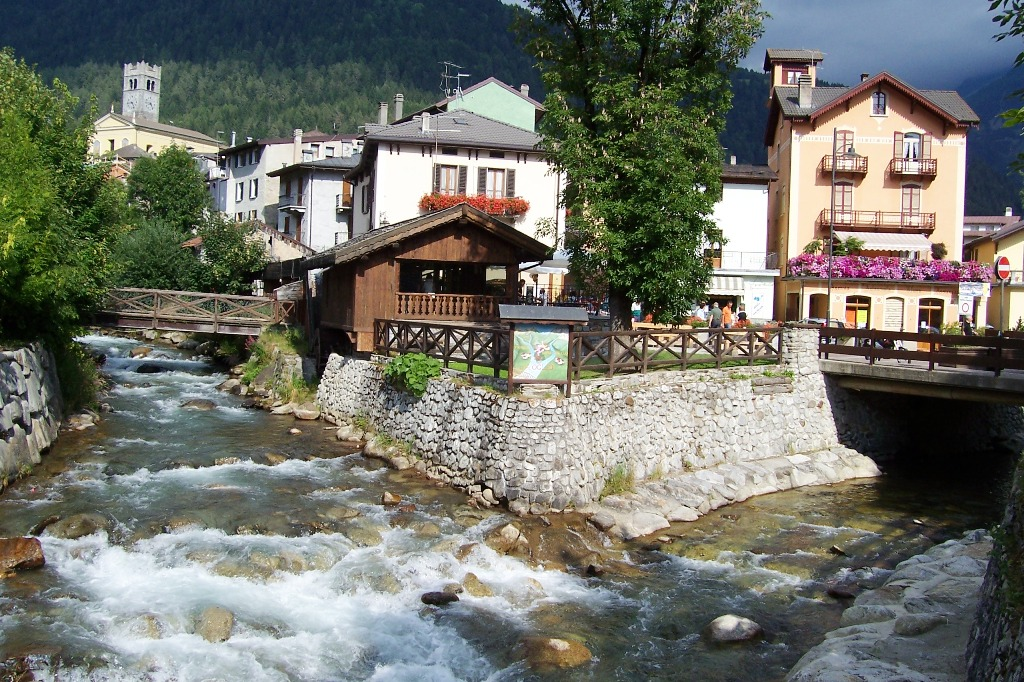
Nascita dell'Oglio, Ponte di Legno

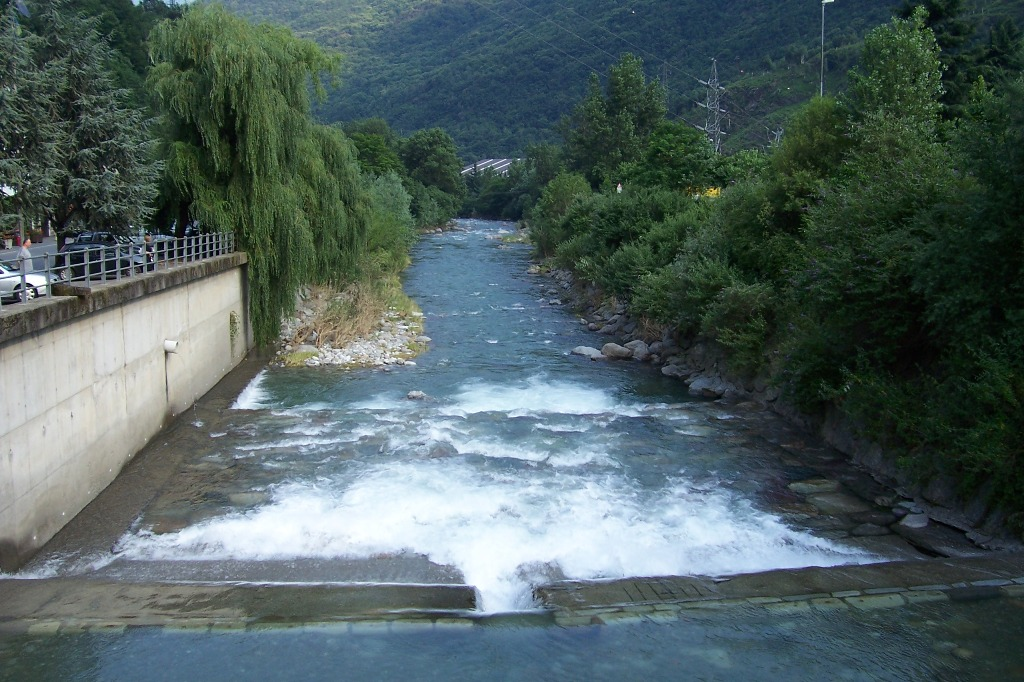
Fiume Oglio a Berzo Demo, Val Camonica

Il fiume Oglio percorre tutta la Val Camonica ricevendo numerosi affluenti:
- Frigidolfo e Narcanello, anche noti, rispettivamente, come Oglio Frigidolfo e Oglio Narcanello, che a Ponte di Legno 46°15′32.7″N 10°30′28.7″E lo formano;
- Torrente Vallaro, a Stadolina di Vione
- Valina e Val pisor, a Stadolina di Vione
- Valpaghera, a Vezza d'Oglio 46°14′10″N 10°23′59″E;
- Valgrande, a Vezza d'Oglio 46°14′07″N 10°23′48″E;
- Ogliolo, a Edolo 46°10′18.2″N 10°20′03″E;
- Rabbia, a Sonico 46°09′01″N 10°20′44″E;
- Remulo, sul confine tra Sonico e Malonno 46°07′43″N 10°19′56″E;
- Torrente Allione, sul confine tra Malonno e Berzo Demo 46°05′24″N 10°18′58″E;
- Fiume Poia, a Cedegolo 46°04′37″N 10°20′54″E
- Re, a Sellero 46°03′31″N 10°21′05″E;
- Re, a Capo di Ponte 46°02′10″N 10°20′43″E;
- Clegna, a Capo di Ponte 46°01′35.5″N 10°20′38.6″E;
- Figna, sul confine tra Nadro, Ceto e Ono San Pietro 46°00′45″N 10°20′37″E;
- Torrente Blé, sul confine tra Cerveno e Ceto 46°00′32″N 10°20′34″E;
- Torrente Palobbia, sul confine tra Ceto e Braone, vicino al confine con Losine e Cerveno 45°59′35.5″N 10°20′04.6″E;
- Torrente Poia, a Losine 45°58′58.3″N 10°19′15.4″E;
- Re, a Losine, vicino al confine municipale con Niardo 45°58′35″N 10°19′02″E;
- Torrente Lanico, sul confine tra Malegno e Cividate Camuno 45°57′05.5″N 10°16′42″E;
- Trobiolo, a Cividate Camuno, sul confine tra Cogno, Piancogno 45°56′03″N 10°14′49.5″E;
- Torrente Grigna, a Esine vicino al confine con Piancogno 45°55′14.3″N 10°13′54.7″E;
- Resio, a Esine 45°54′25″N 10°13′22″E;
- Fiume Davine, a Darfo Boario Terme 45°53′16″N 10°11′04″E;
  - Torrente Budrio, ad Erbanno, Darfo Boario Terme 45°53′56.1″N 10°12′00.5″E;
- Fiume Dezzo, a Darfo Boario Terme 45°53′16″N 10°11′04″E;
  - Torrente Gleno, sul confine tra Vilminore di Scalve, Colere e Azzone;
- Re, a Darfo Boario Terme 45°52′29.9″N 10°09′52″E;
- Orso, a Rogno 45°50′57″N 10°08′06″E;
- Supine, a Costa Volpino 45°49′40″N 10°06′16″E.

### Lago d'Iseo
Il fiume forma il lago d'Iseo, sboccandovi nel comune di Costa Volpino, e dal quale esce presso Sarnico. Mentre attraversa il lago riceve le acque di Borlezza, Rino di Vigolo, Rino di Predore (sponda bergamasca) e Bagnadore, Opolo, Calchere, Cortelo (sponda bresciana).

### Pianura Padana

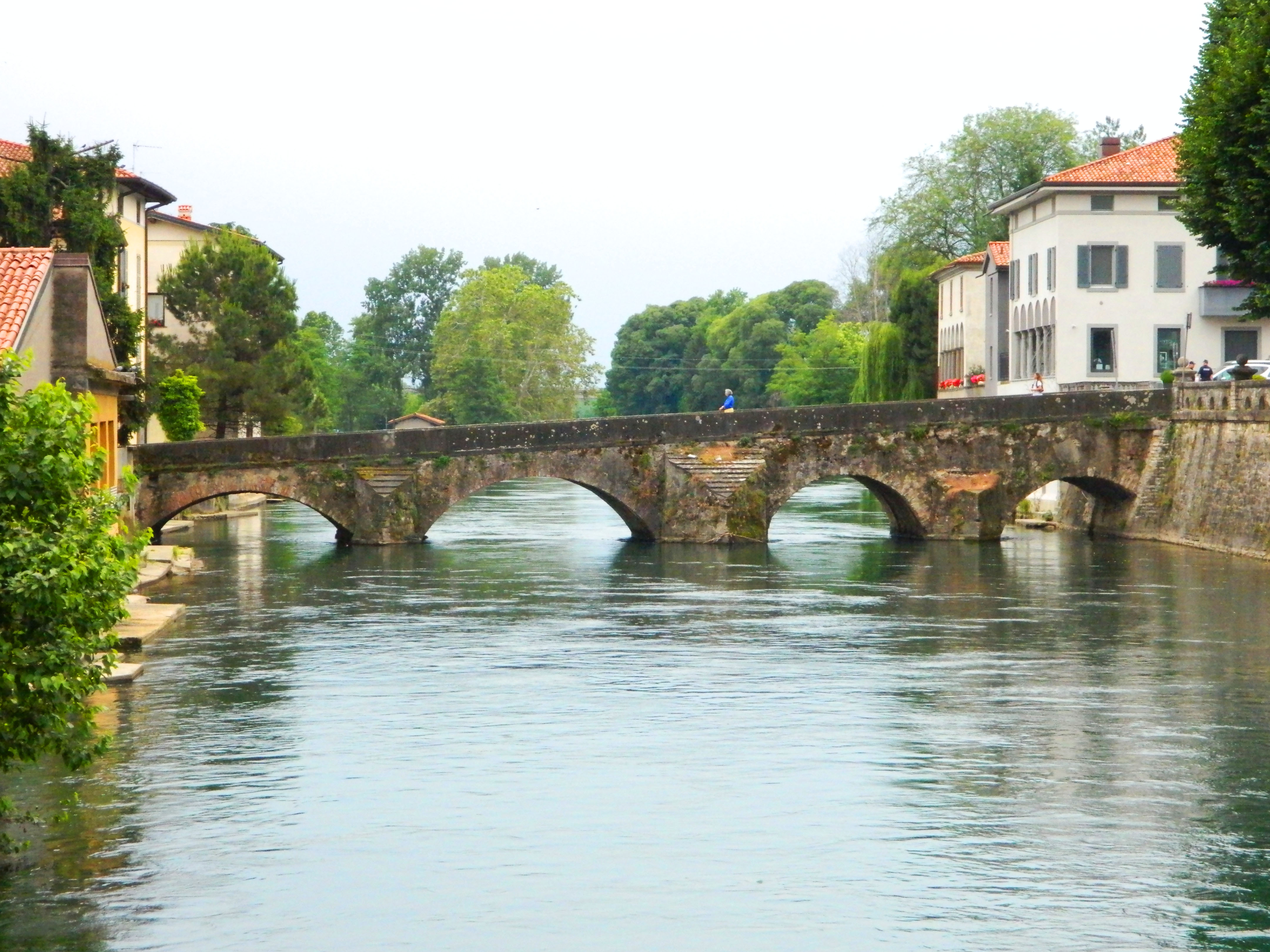
Ponte Romano sull'Oglio (IV sec.) a Palazzolo

Dopo aver solcato i rilievi morenici a sud del lago, il fiume entra quindi in pianura, costituendo inizialmente il confine tra la Bassa Bergamasca e la Bassa Bresciana, e successivamente, più a valle, quello tra quest'ultima e la Provincia di Cremona. Presso Palosco riceve il Cherio, suo principale affluente da destra, mentre decisamente più a valle, vi confluisce da sinistra il Mella, tra Seniga e Ostiano.

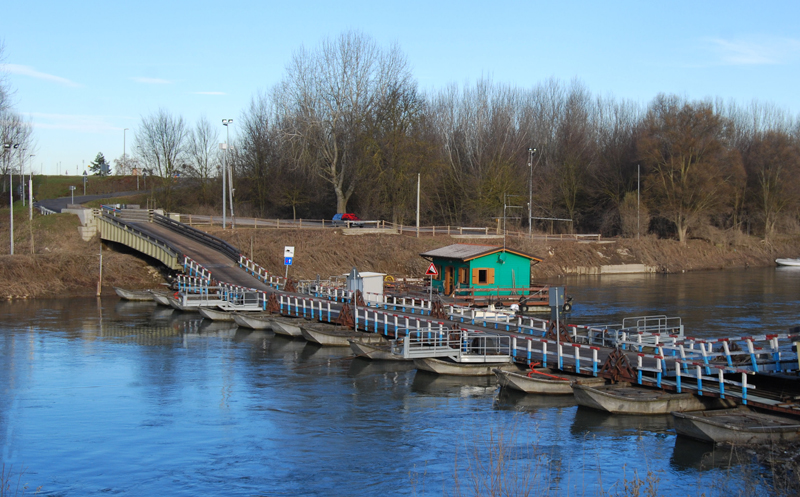
Ponte di Torre d'Oglio

A Soncino il secolare scorrere del fiume ha plasmato il paesaggio del Terrazzo Alluvionale creando un dislivello di oltre otto metri. Un paesaggio ancora integro vocato all'agricoltura. Sulla sponda bresciana il fiume tocca il paese di Orzinuovi, totalmente pianeggiante e parzialmente coinvolto dal processo di genesi morfologica che ha interessato il Terrazzo Alluvionale sulla sponda cremonese.
A valle della confluenza del Mella, il fiume scorre per un tratto sul confine tra la provincia di Cremona e quella di Mantova, ricevendo da sinistra il Chiese presso Acquanegra sul Chiese per poi entrare definitivamente in territorio mantovano (a Mosio riceve le acque del torrente Fuga e a Marcaria del torrente Tartaro) e confluire nel Po a Torre d'Oglio, al confine tra i comuni di Marcaria e Viadana.
Presso Torre d'Oglio sopravvive uno degli ultimi ponti fatti con le chiatte in cemento, e risalente al 1926.
Un altro ponte degno di nota era quello a travata metallica, lungo 106,32 metri, realizzato nel 1929 dalle Officine Savignano per il passaggio della tranvia Cremona-Asola.
Lungo il corso del fiume, dopo il Lago d'Iseo sono stati istituiti i parchi regionali dell'Oglio Nord e Sud.
La città più popolosa bagnata dalle acque dell'Oglio è Palazzolo sull'Oglio, che è anche l'unico comune il cui centro storico è modellato urbanisticamente attorno al fiume stesso.

## Regime idraulico

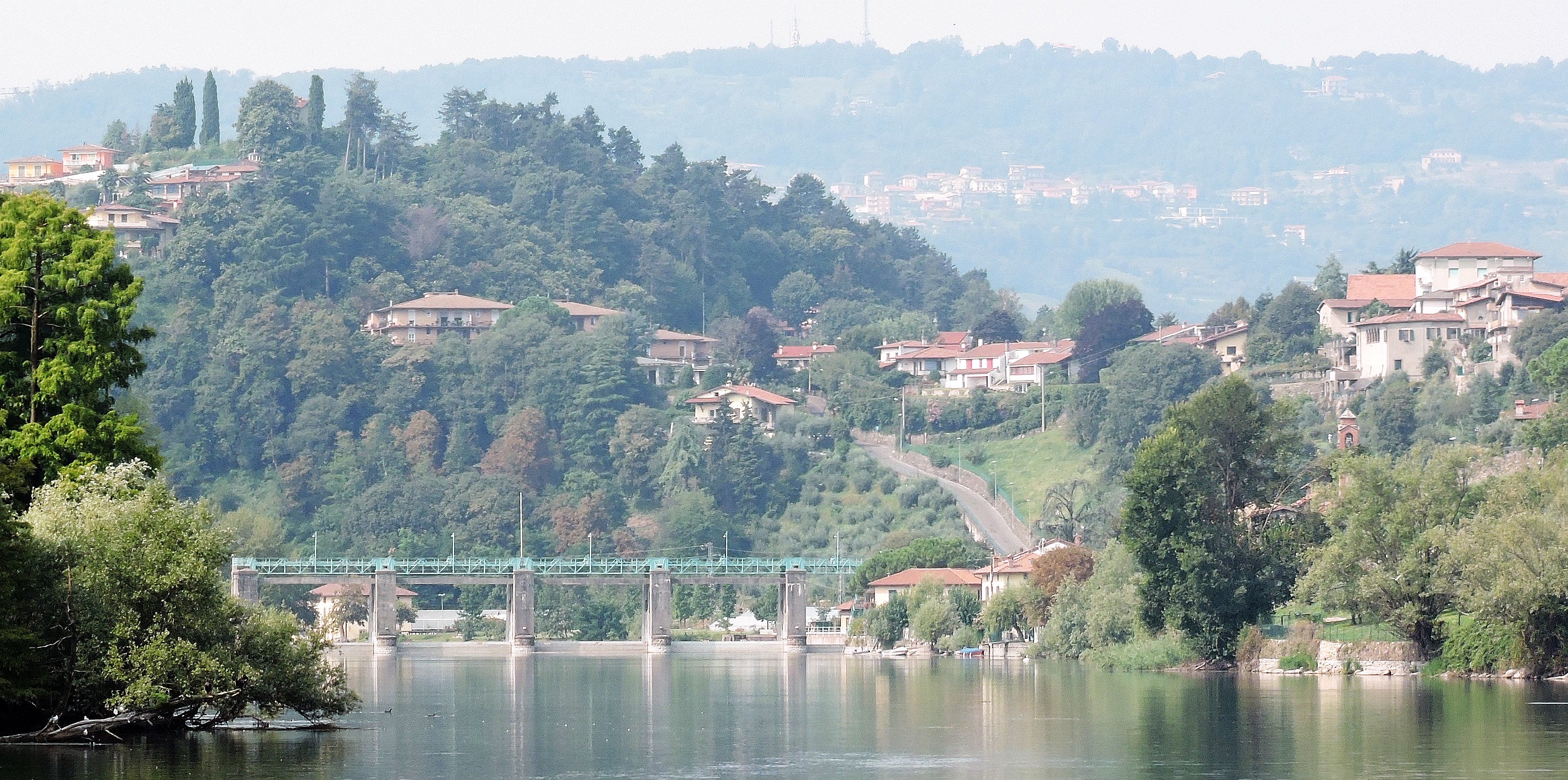
La diga di Sarnico

L'Oglio scarica nel Po una portata media elevata (137 m³/s) paragonabile quasi a quella di un altro importante affluente del Po (il Tanaro 131,76 m³/s) ma con un regime assai più regolare rispetto a quest'ultimo, grazie all'alimentazione alpina del suo alto corso e soprattutto alla presenza del lago d'Iseo che funge da efficace regolatore dei flussi. Il livello del lago, e di conseguenza la portata dell'Oglio a valle dello sbarramento, sono regolati dalla diga di Sarnico. In estate dunque le portate minime del fiume sono relativamente elevate e scendono difficilmente sotto i 36 m³/s, mentre in autunno e in primavera le massime sono abbastanza copiose (425 m³/s) pur non essendo comunque particolarmente imponenti.
Non mancano in ogni caso, in presenza di precipitazioni insistenti, piene anche superiori ai 1.000 m³/s.
Il bacino dell'Oglio è ampiamente sfruttato a scopo idroelettrico e per irrigazione.

## Le contese storiche
Fin dal Medioevo, l'Oglio è stato uno dei fiumi più sfruttati in Italia da bresciani, bergamaschi e cremonesi per le loro derivazioni. La sovranità sul tronco settentrionale del fiume ha fatto capo per secoli alla Repubblica di Venezia. Dopo la sua caduta tutto il fiume, inclusa la parte cremonese, entrò a far parte del medesimo stato. Questa situazione di sfruttamento delle acque, potenzialmente pacifica, sfocerà invece in fatti di sangue e vendette tra le popolazioni.
Nel 1933, a Sarnico, all'uscita dell'Oglio dal lago d'Iseo, è costruita la diga di regolazione del lago che rende disponibili nuove acque da distribuire agli utenti di valle, creando così l'occasione storica per realizzare finalmente la pace. L'opera, realizzata in calcestruzzo e acciaio, è gestita dal Consorzio dell'Oglio che ne ripartisce le acque prelevate tra usi irrigui e usi idroelettrici. Sempre a Sarnico, nel 1937 è stipulata una convenzione - denominata Pace dell'Oglio - fra lo stato e vari consorzi delle tre provincie di Brescia, Bergamo e Cremona. Il documento pone così fine alle contese secolari.